# دیمیتری آلکسیف
دیمیتری آلکسیف لژسوار اهل اتحادیه جماهیر شوروی بود که در دهه ۱۹۸۰ میلادی به رقابت می‌پرداخت. او در سال ۱۹۸۵ مدال برنز را در مسابقات دوگانه مردان در جام جهانی لژسواری در اوبرهوف، آلمان شرقی از آن خود نمود.